# Hinnøya

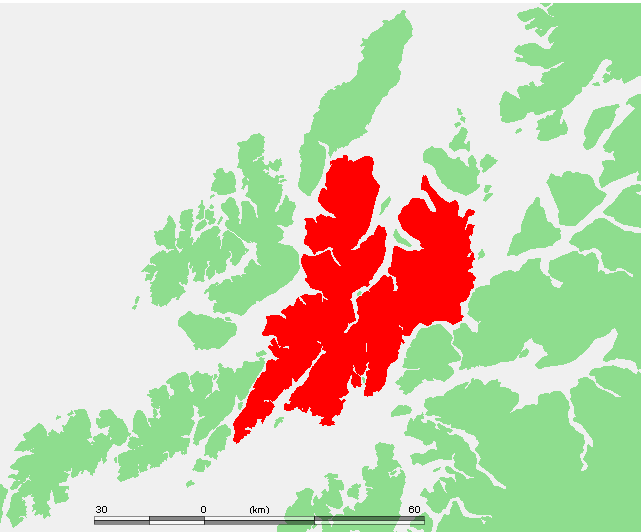
Localização da ilha

Hinnøya é uma ilha costeira da Noruega localizada na costa atlântica de Noruega Setentrional (norte da Noruega). É a maior ilha continental do país (várias das ilhas do arquipélago ártico das Svalbard são maiores) com uma área de 2204,7 km². Tem 31 851 habitantes (2006). A parte ocidental de Hinnøya pertence ao distrito de Vesterålen, e o extremo sudoeste ao distrito de Lofoten. A maior localidade na ilha é a cidade de Harstad. Há algumas aldeias dispersas pela ilha, entre elas Borkenes, Lødingen, Sigerfjord e Sørvik.
Geograficamente está dividida entre a província de Troms (municípios de Harstad e Kvæfjord) e Nordland Andøy, Hadsel, Lødingen, Sortland, Tjeldsund e Vågan). Hinnøya está seccionada por vários fiordes e tem, na sua maioria, um terreno acidentado e montanhoso, especialmente a parte sul, onde se encontra o Parque Nacional Møysalen, e que inclui a mais alta montanha da ilha, Møysalen (1262 m). A melhor zona agrícola fica no nordeste, nos municípios de Harstad e Kvæfjord. Hinnøya está ligada ao continente pela ponte de Tjeldsund através do Tjeldsundet. Para oeste está ligada a Langøya pela ponte de Sortland, e a norte a Andøya pela ponte de Andøy. 
Lofast, que liga Lofoten com a parte continental sem ser necessária a travessia por barco, foi inaugurada oficialmente em 1 de dezembro de 2007. A estrada é designada como E10 e passa perto do Parque Nacional Møysalen. Na parte noroeste em Sortland e Andøy está a reserva natural Forfjord, um vale com bosques e o pinheiro mais velho da Noruega, com 700 anos.